# Vittore Carpaccio

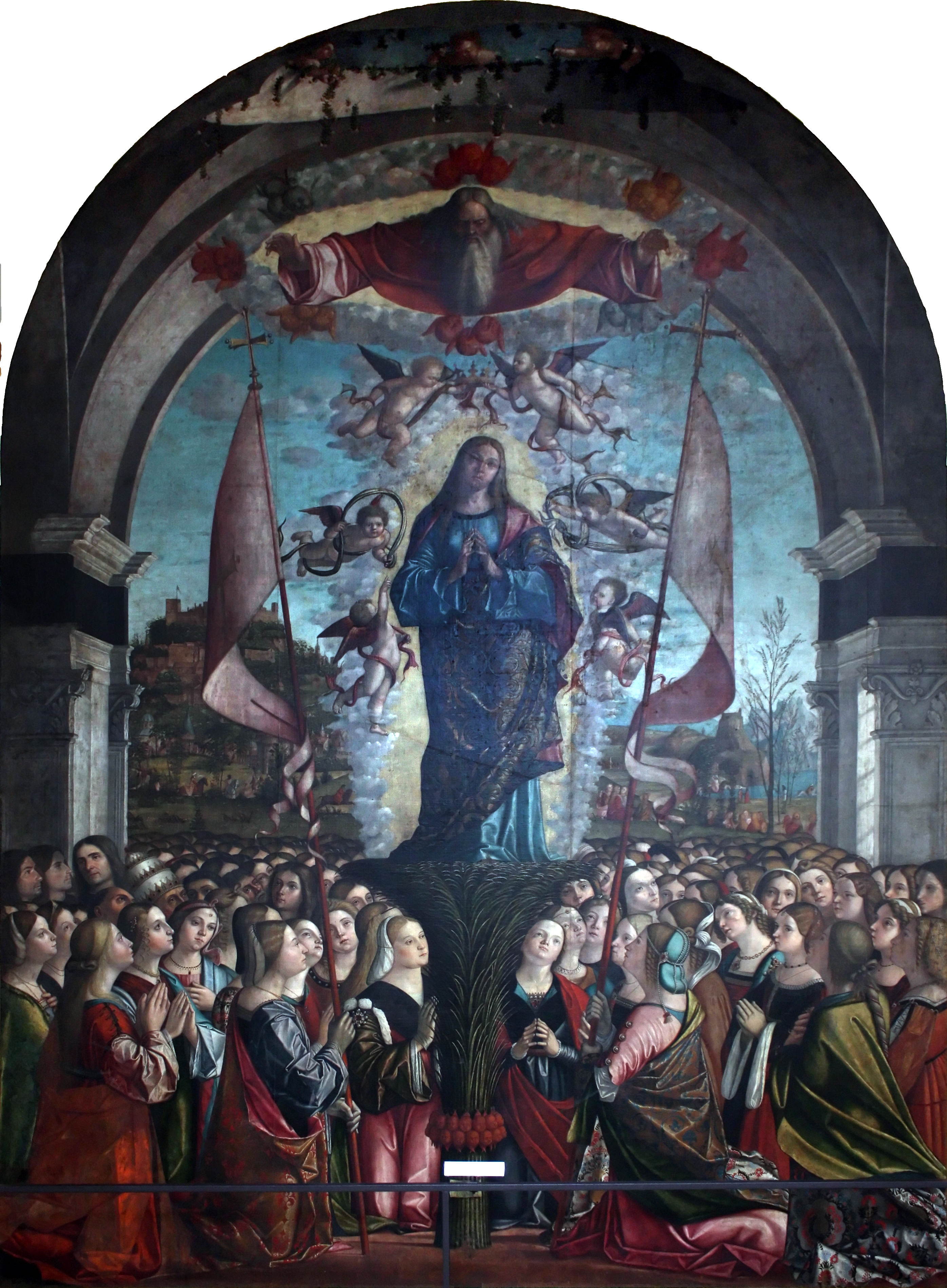
Vittore Carpaccio – Sant'Orsola polyptique – Apoteosi di sant'Orsola e delle sue compagne

Vittore Carpaccio (kolem roku 1465 – 1525/1526) byl italský malíř benátské školy, který studoval u Gentile Belliniho.

## Životopis
Carpaccio se narodil v Benátkách jako syn Piera Scarpazzy, obchodníka s kůží. Jeho rodné jméno bylo Scarpazza, pocházel z ostrova Mazzorbo, v diecézi Torcello blízko Benátek. Dokumenty vystopovaly jeho rodinu až do 13. století a její členové byli rozptýleni po celém Benátsku. Svá hlavní díla, která ho řadí mezi rané mistry benátské renesance, vytvořil mezi roky 1490 až 1519. První zmínka o něm pochází z roku 1472. Jde o vůli jeho strýce Fra Ilaria. Po vstupu do humanistických kruhů v Benátkách změnil své příjmení na Carpaccio. Byl žákem (nikoli, jak se někdy uvádí, mistrem) Lazzara Bastianiho, jenž stejně jako Giovanni Bellini a Antonio Vivarini byl vedoucím velké umělecké dílny v Benátkách.

## Dílo

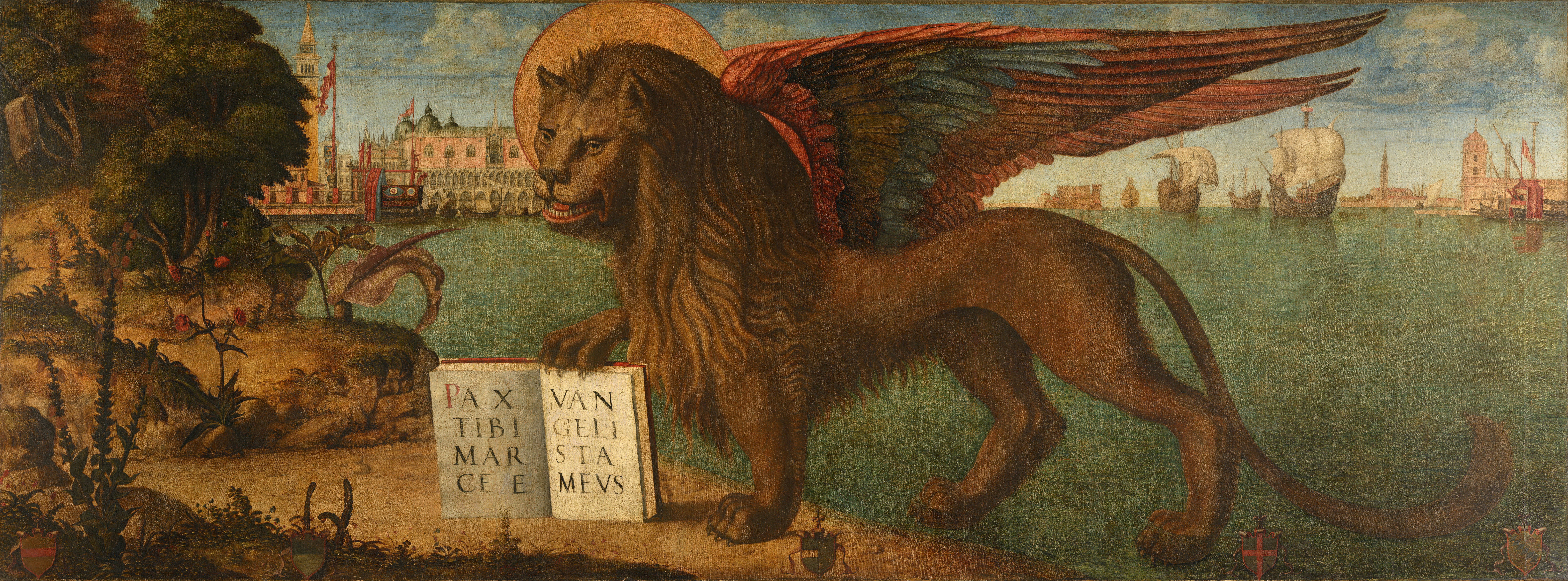
Okřídlený lev Marka Evangelisty v Dóžecím paláci.

Nejznámější umělcovo dílo je cyklus devíti obrazů The Legend of Saint Ursula (Legenda o svaté Uršule). Carpacciův poněkud konzervativní styl byl jen málo ovlivněn trendy renesančního humanismu, které během jeho života přetvářely italskou renesanční malbu. Ovlivněn byl stylem Antonella da Messiny a raným nizozemským uměním. Mnoho jeho nejlepších prací zůstává v Benátkách. To je pravděpodobně důvodem, že je jeho umění ve srovnání s jinými benátskými umělci jako je Giovanni Bellini nebo Giorgione ve světě spíše opomíjeno. Maloval pro benátské Scuoly cykly obrazů ze života svatých, jejichž výjevy zasazoval do prostředí svého rodného města. Až do konce života zůstal malířem Quatrocenta, spojujícím bohatou narativní fantazii s jemným dekorativním smyslem a půvabným vyprávěním o soudobých mravech a zvycích se vzpomínkami z dalekých cest. Do krajinných pozadí svých obrazů se zálibou umisťoval fantaskní renesanční architektury. Jeho obrazy okouzlují prostým a naivním vyprávěním, něžným koloritem a magickým osvětlením, rozlišujícím různé denní doby. Nejstarší samostatné práce Carpaccia jsou Salvator Mundi v Collezione Contini Bonacossi a Pieta, nyní v Palazzo Pitti. Tyto práce jasně ukazují vliv Antonella da Messiny a Giovanni Belliniho, zejména v používání světla a barev, stejně jako vliv uměleckých škol Forlì a Ferrara. V roce 1490 začal Carpaccio práci na jeho slavném cyklu devíti obrazů Legenda o Sv. Uršule pro benátskou Scuola, které jsou nyní v benátské galerii umění Gallerii dell'Accademia. Námět cyklu, který si u umělce objednala rodina Loredano, byl příběh z knihy Golden Legend (Zlatá legenda) Jacopa da Varagine. Práci na cyklu dokončil v roce 1491 malbou Glory of St. Ursula, který se stal oltářním obrazem. Většina hlavních děl Carpaccia je právě taková: velkoplošné oddělitelné nástěnné malby určené pro sály benátské Scuole Grandi, což byly doslovně „velké školy“, množné číslo: Scuola Grande. Byly to instituce bratrství nebo sodality v Benátkách v Itálii. Byly založeny již ve 13. století jako charitativní a náboženské organizace pro laiky. Tyto instituce měly hlavní roli v historii a vývoji hudby. Uvnitř těchto Scuole se formovaly na počátku 16. století první skupiny hráčů se skloněnými nástroji s názvem Violoni. O tři roky později se Carpaccio podílel na výzdobě Scuola Grande di San Giovanni Evangelista, pro kterou namaloval Miracle of the Relic of the Cross at the Ponte di Rialto (Zázrak relikvie v Ponte di Rialto)

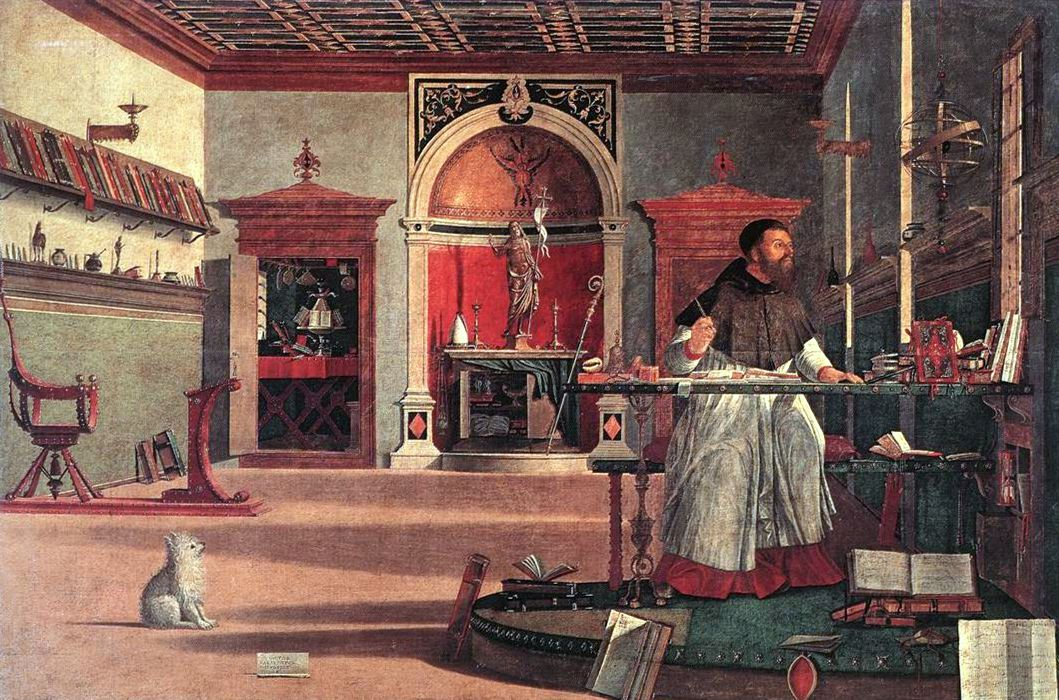
St. Augustin při studiu(Carpaccio)

V první dekádě 16. století se Carpaccio pustil do prací, pro které je ceněn jako nejvýznamnější malíř své doby. Od 1502 do 1507 vytvořil další pozoruhodnou sérii panelů pro Scuola di San Giorgio degli Schiavoni, která sloužila jedné z benátských přistěhovaleckých komunit Schiavone | Schiavoni, což v dialektu znamená Slované. Na rozdíl od poněkud staromódního užívání sekvence Narrative art # Continuous Narrative | Continuous Narration uplatněné v cyklu o Svaté Uršule, kde se hlavní postavy objevují na každém plátně, každý obraz v cyklu Schiavoni se soustřeďuje vždy na jednu epizodu v životě tří patronů Dalmácie: Sv. Jerome (Svatý Jeroným), St. George (Svatý Jiří) a St. Trifon (Trifon Zarezan). Styl těchto prací je považován za orientální, protože nabízejí důkazy o nové fascinaci Levantem:zřetelně středozápadně vyhlížející krajina přejímá rostoucí roli v obrazech jako pozadí náboženských scén. Navíc několik scén se zabývá přímo interkulturními otázkami, jako je překlad a konverze.
Například, Sv. Jerome, přeložil ve čtvrtém století Bibli z řečtiny do latiny, překlad je znám jako Vulgata. Příběh Svatého Jiří a draka se zabýval tématem konverze a nadřazeností křesťanství. Podle Zlaté Legendy Jiří, křesťanský rytíř, zachraňuje princeznu (Libye), která byla obětována drakovi. Princezna je zděšená, že její pohanská rodina jí vydá drakovi. Jiří draka přemůže, přivede jej do města a přinutí rodinu draka pokřtít. (Jacobus de Voraigine, Zlatá legenda: Čtení o Svatých). Příběh svatého Jiří byl nesmírně populární během renesance a téma konfrontace mezi rytířem a drakem bylo častým uměleckým námětem. Méně častým bylo zobrazení okamžiku křtu. Přestože námět křtu nebyl obvyklý v historii zobrazování Sv. Jiří, obraz  St. George Baptizing Selenites (Svatý Jiří křtí Selenity) nabízí dobrý příklad toho, jaký typ námětů byl v té době populární v Benátkách: velká pozornost je věnovány orientálnímu ošacení. Klobouky jsou zvláště významné při zobrazení exotických postav. Stojí za povšimnutí, že na obraze Křtu jeden z nedávných konvertitů ostentativně odložil na zemi svůj složitý červenobílý turban, aby získal svátost křtu. Fortini Brown tvrdí, že tento zvýšený zájem o exotická východní témata byl důsledkem zhoršujících se vztahů mezi Benátkami a osmanskými Turky: protože zhoršující se vztahy se stávaly stále větší hrozbou, stávaly se také větší posedlostí. Carpacciův reliéf na fasádě bývalé albánské školy v Benátkách odráží tuto posedlost, neboť připomíná dvě obléhání Shkodry v letech 1474 a 1478, z nichž druhé obléhání sultán Mehmed II. řídil osobně.

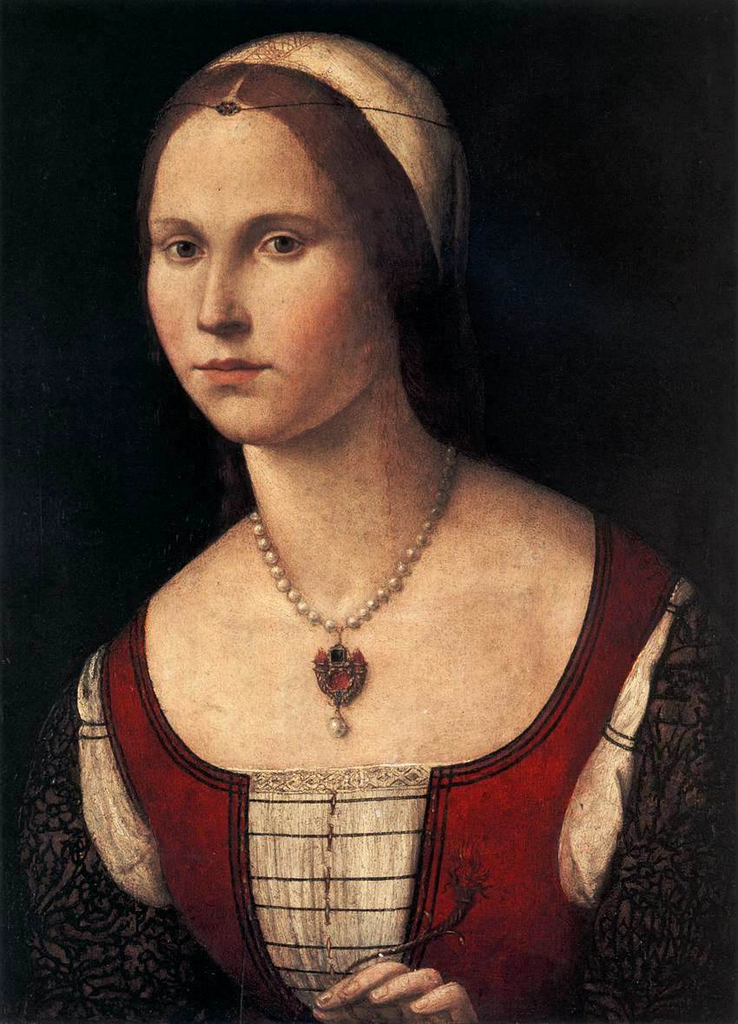
Portrét ženy (c. 1510)

Jako Gentile Bellini maloval Carpaccio výpravné obrazy s obšírným líčením soudobého benátského života; v pozdních dílech na něho působila citová vroucnost Giovanniho Belliniho, s nímž 1507 pracoval na výzdobě Sala del Maggior Consiglio v dóžecím paláci (obrazy zničeny při katastrofálním požáru 1577).

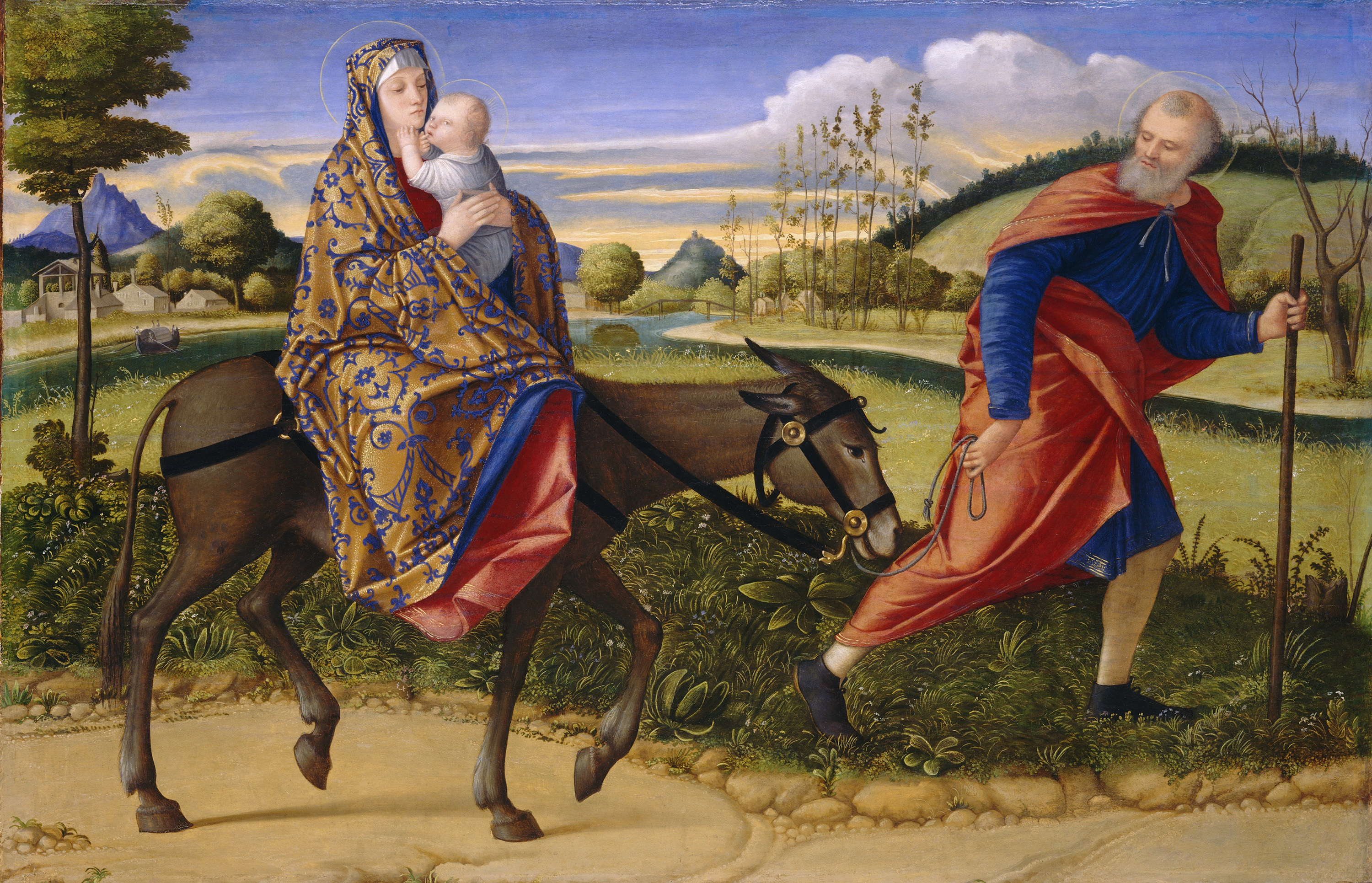
Útěk do Egypta (1500)

Z let 1504–1508 je cyklus „Život Panny“ pro Skula degli Albanesi, z velké části malován asistenty a nyní rozdělen mezi Accademia Carrara v Bergamu, Pinacoteca di Brera v Milaně a v Ca' d'Oro v Benátkách. Zdá se, že v pozdějších letech byl Carpaccio ovlivněn malířem Cima da Conegliano, o čemž svědčí obraz Smrt Panny Marie z roku 1508, dnes ve Ferraře. V roce 1510 Carpaccio dokončil obrazy Lamentation on the Dead Christ a The Meditation on the Passion, kde pocit hořkého smutku, který v těchto dílech našel Andrea Mantegna je podpořen rozsáhlým použití alegorické symbolizace. Ze stejného roku je Young Knight in a Landscape (Mladý rytíř v krajině), nyní v Thyssen-Bornemisza Collection v Madridu. V roce 1516 vytvořil Sacra Conversatione v tehdejším benátském městě Koper – Capodistria patřící nyní Slovinsku. Nyní je obraz umístěn v katedrále Nanebevzetí Panny Marie v Koperu. Téma sakrální konverzace (sacra conversazioni) v umění znamená svatou / posvátnou konverzaci. Je žánrem vyvinutým v italské renesanční malbě s vyobrazením Panny Marie a Dítěte (Panna Marie s Jezulátkem) uprostřed skupiny světců v relativně neformálním seskupení, na rozdíl od formálnějších a více hierarchických kompozic předchozích období. Žánr zahrnuje někdy i dárcovské portréty, dárce klečí, často jej jeho svatý patron představuje Panně, bývají přítomni i andělé. Carpaccio vytvořil několik dalších prací v Capodistrii, kde strávil poslední roky svého života a kde také zemřel. V letech 1511 až 1520 dokončil pět panelů o životě Sv. Stephena pro Scuola di Santo Stefano. Svá pozdní díla většinou vytvářel ve spolupráci se svými syny, Benedettem a Pierem. Jedním z jeho žáků byl Marco Marziale.

## Gallery

Vittore Carpaccio
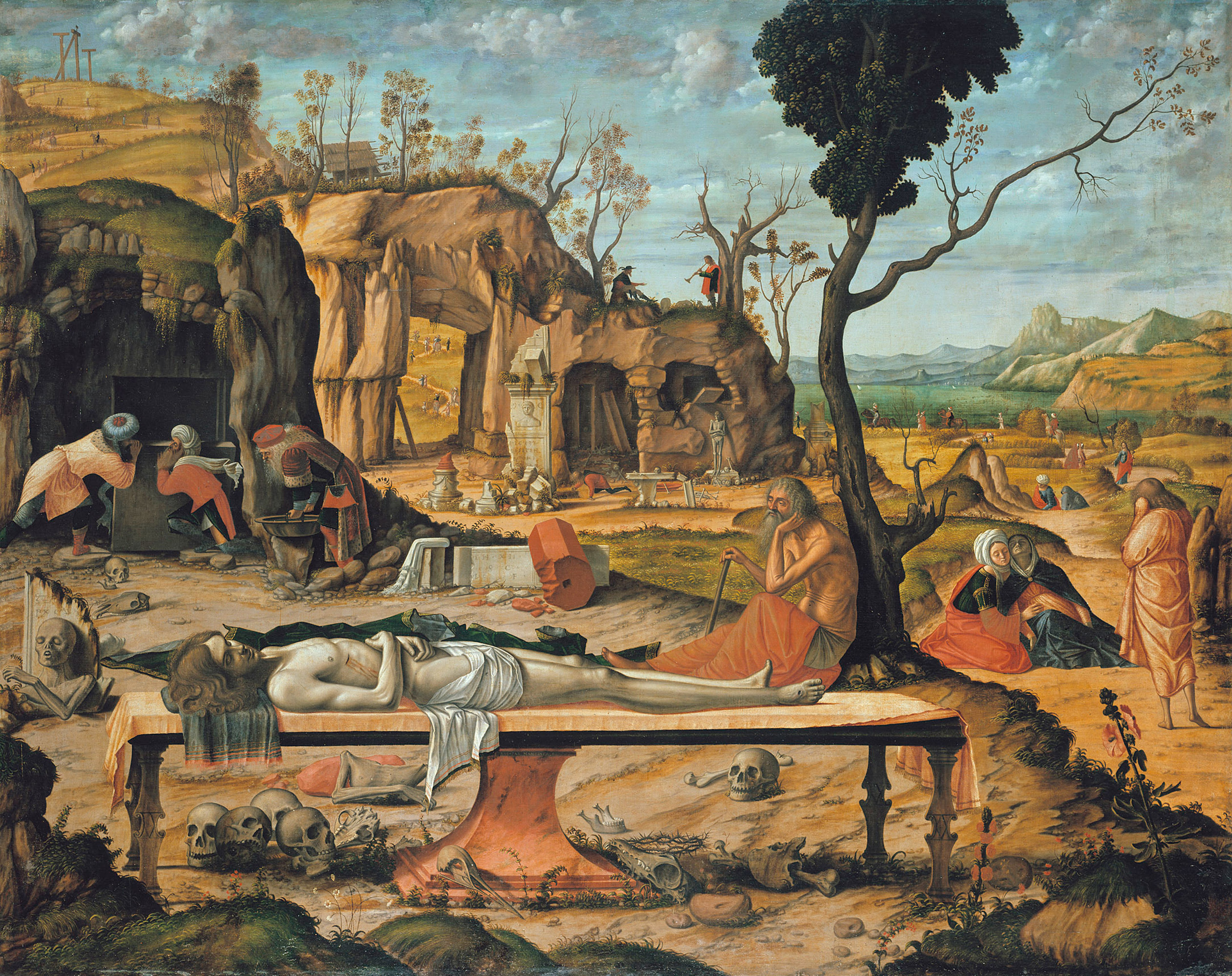
Preparation of Christ's Tomb (1505), Staatliche Museen, Berlin
The Virgin Reading (between 1505 and 1510)
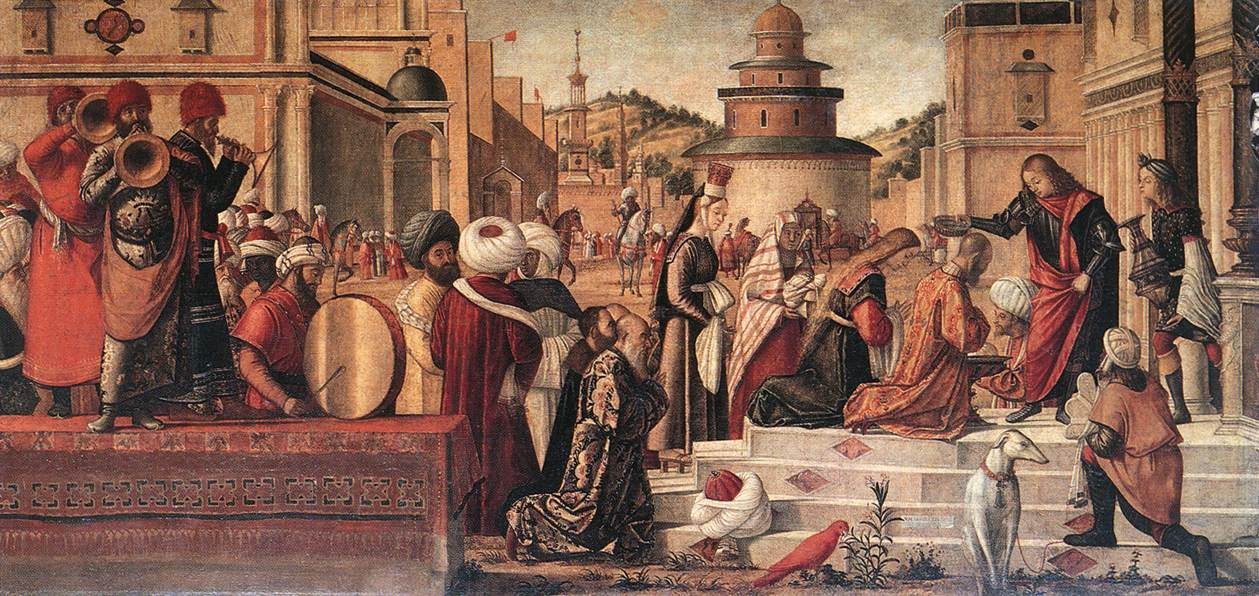
St. George Baptizing the Selenites (1507), Scuola di San Giorgio degli Schiavoni, Venice
Young Knight in a Landscape (1510)
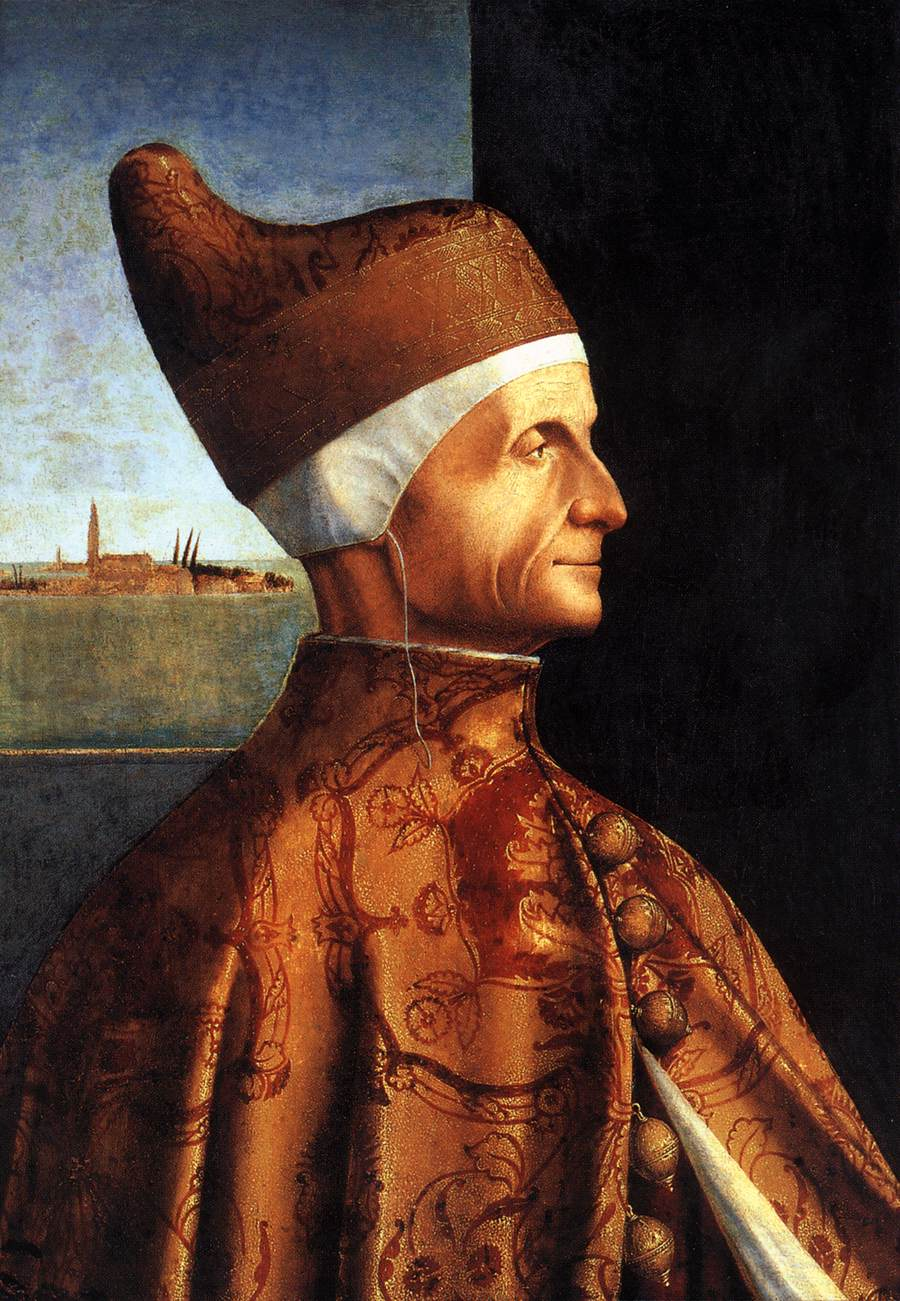
Portrait of the Doge Leonardo Loredan (1510)
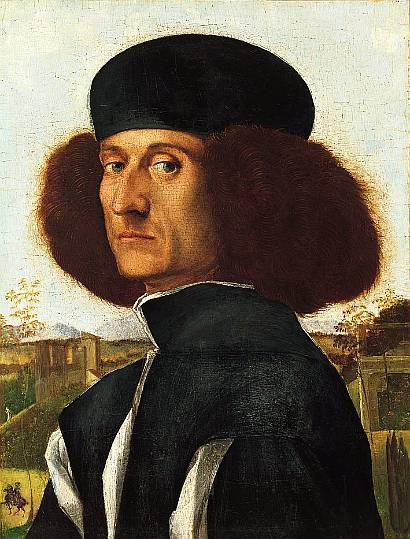
Portrait of a Venetian Nobleman ' (c. 1510)
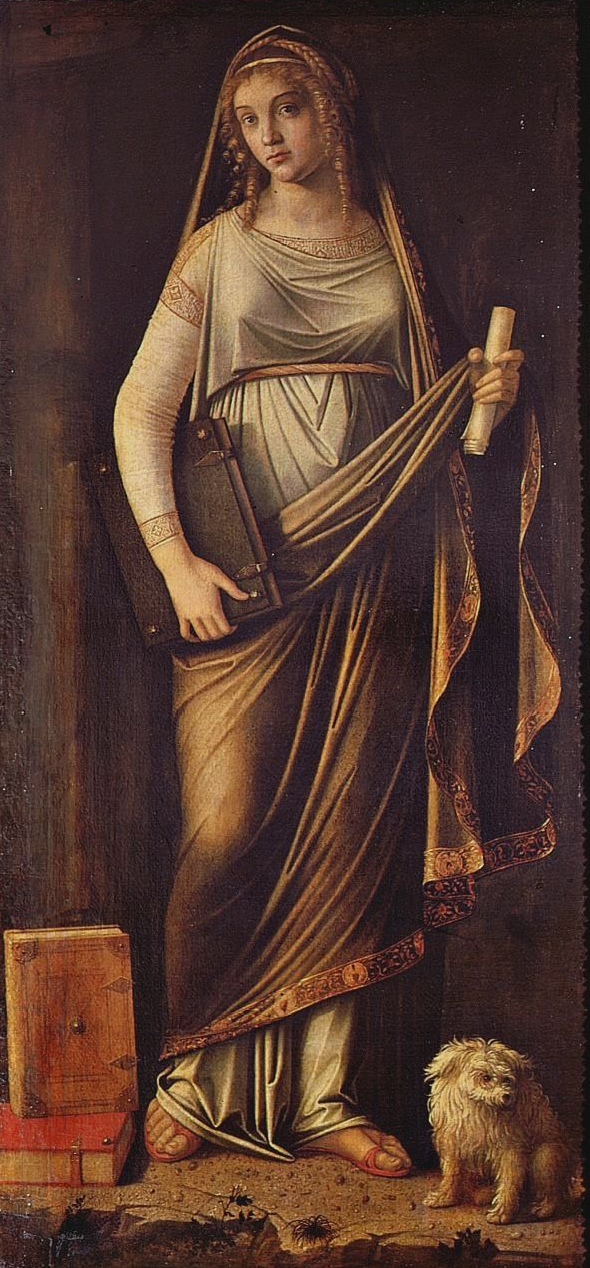
Sibyl (c. 1510)
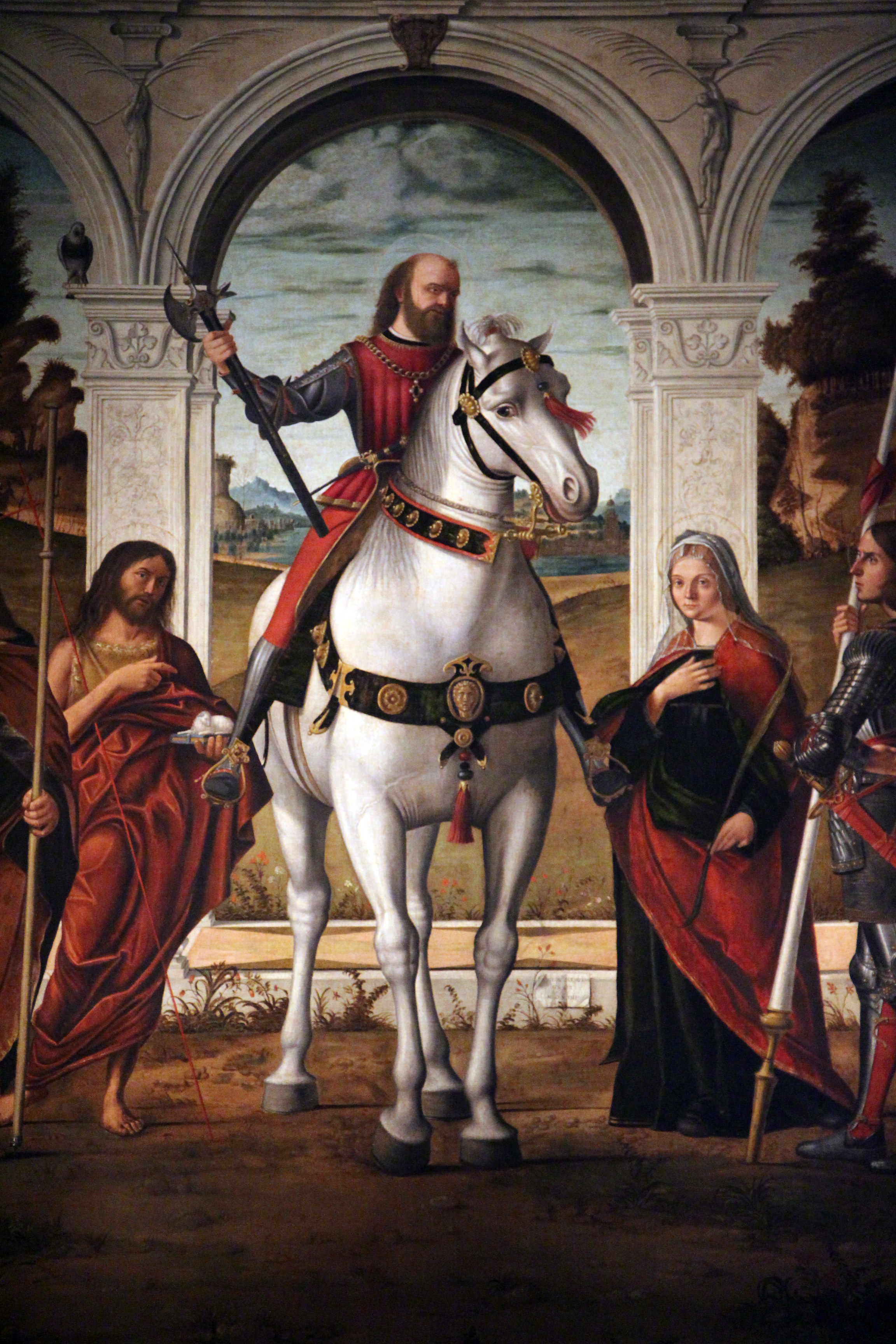
San Vitale on horse (1514)
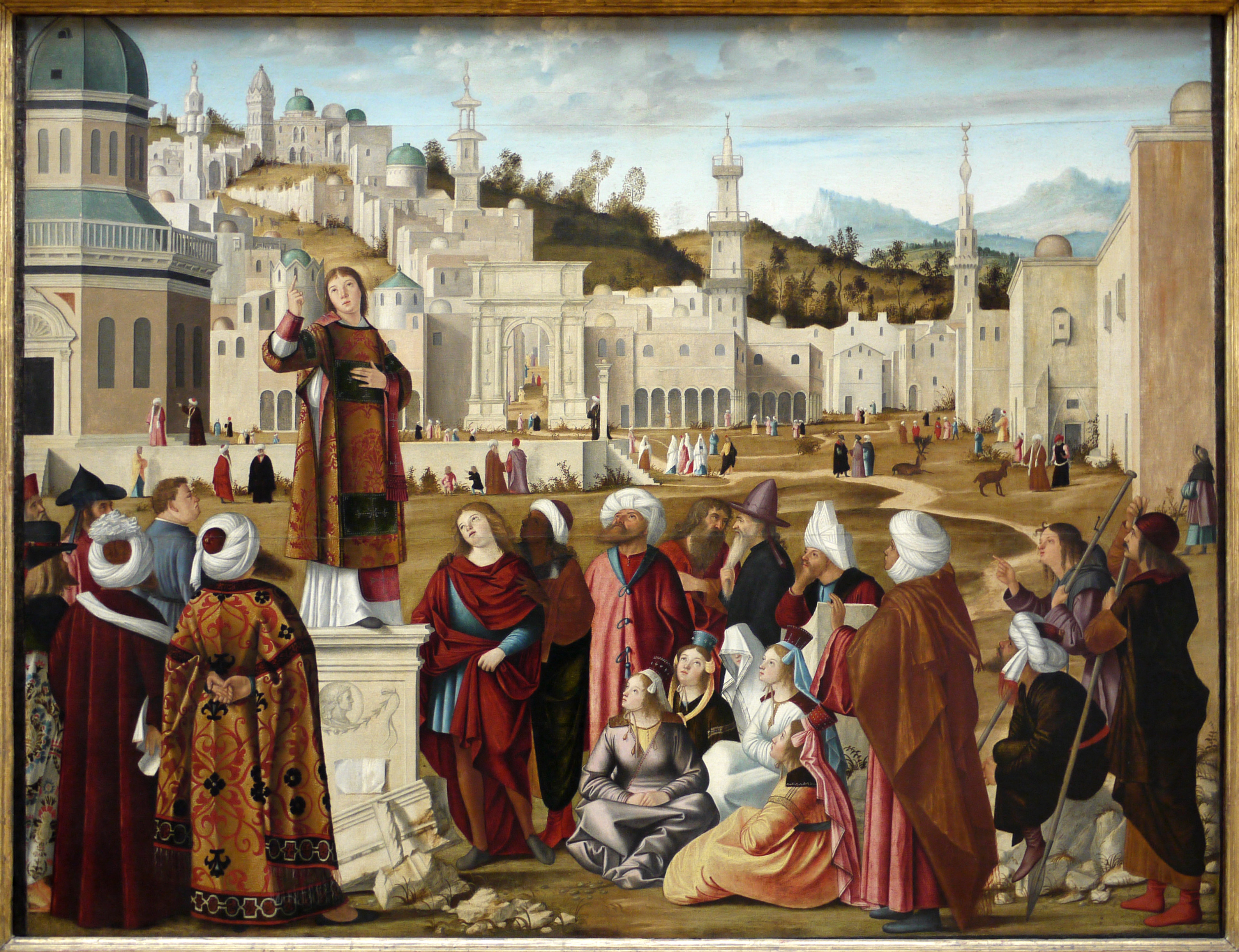
The Sermon of St. Stephen (1514)
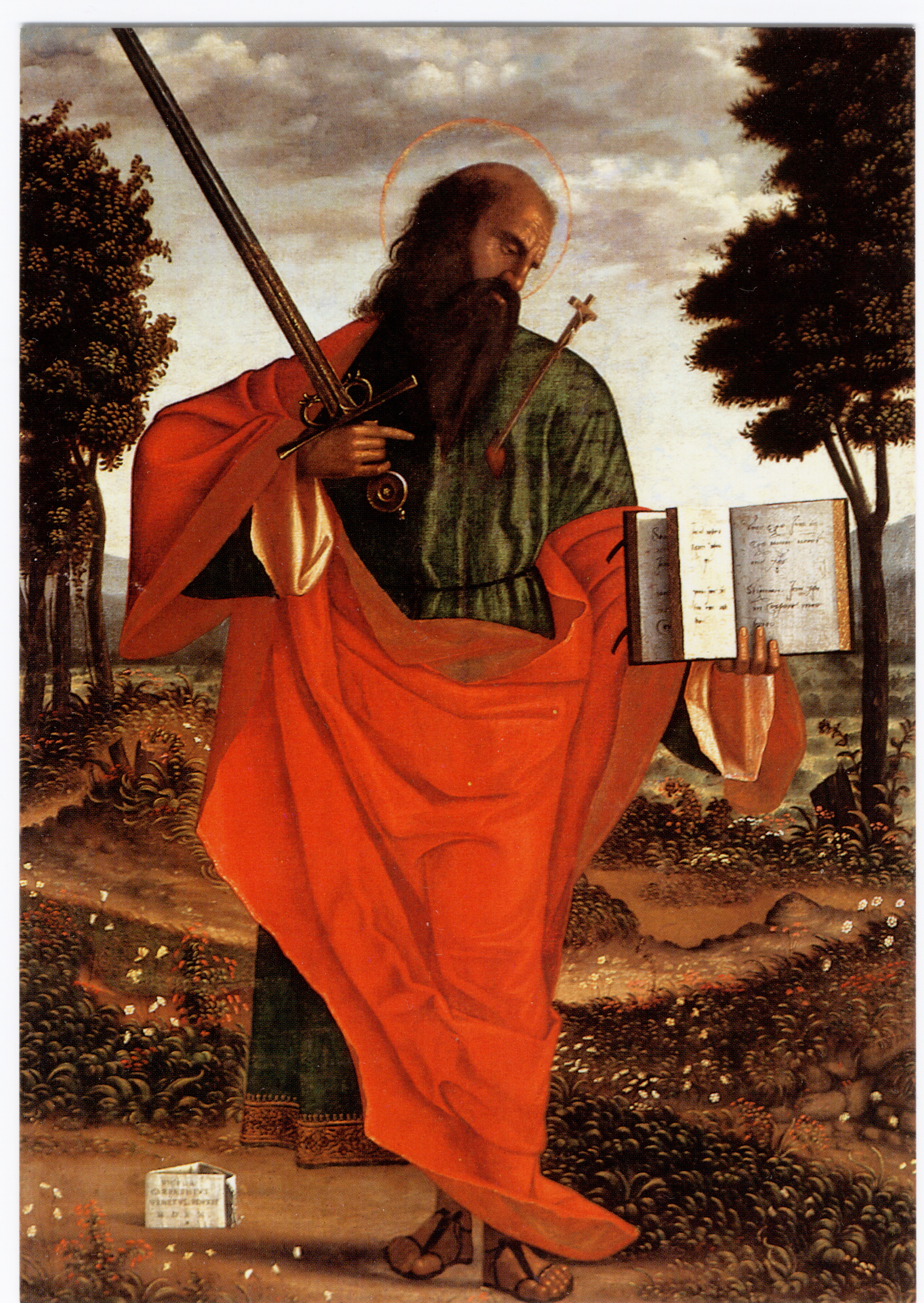
St. Paul (1520)
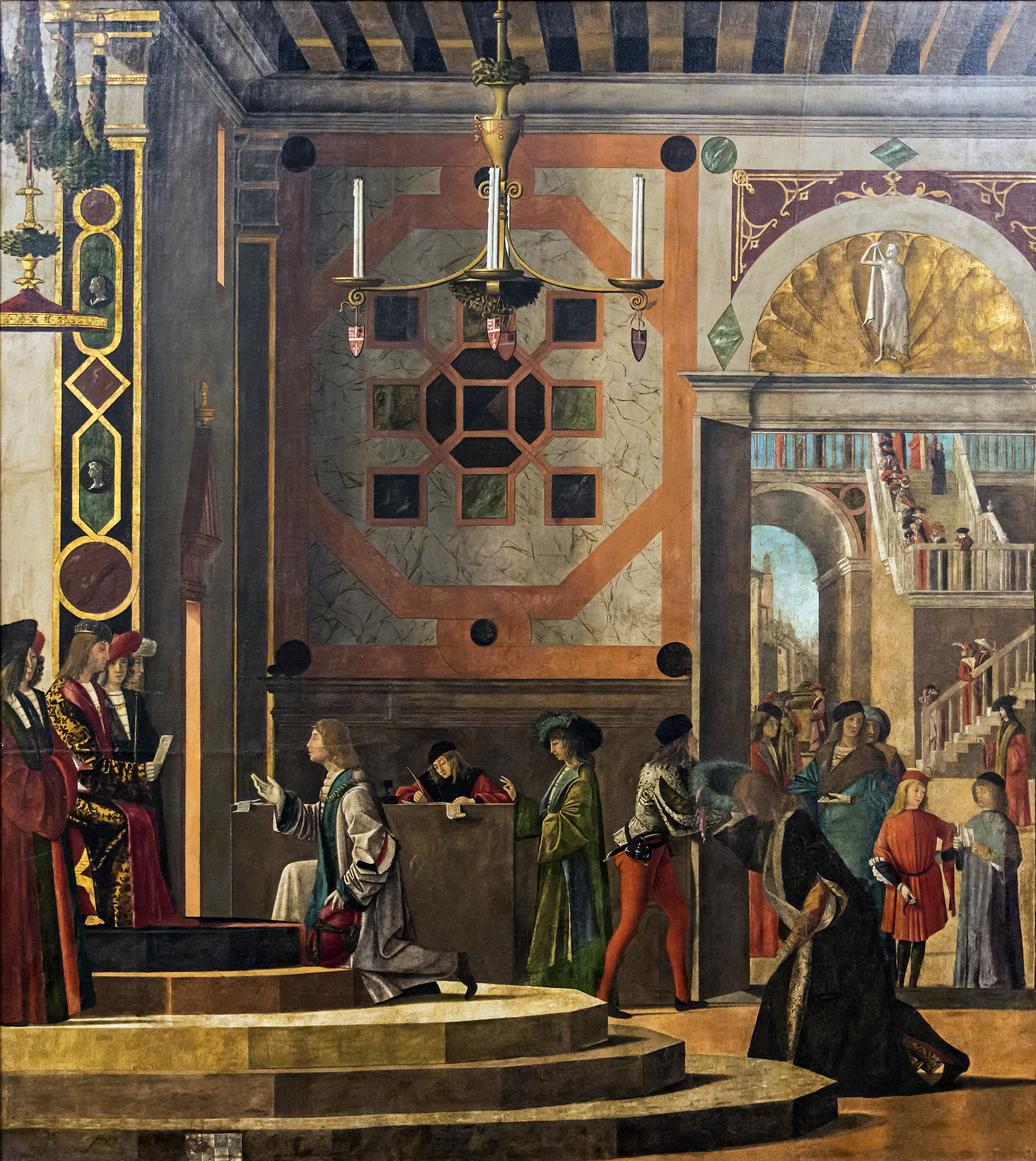
Sant'Orsola polyptich
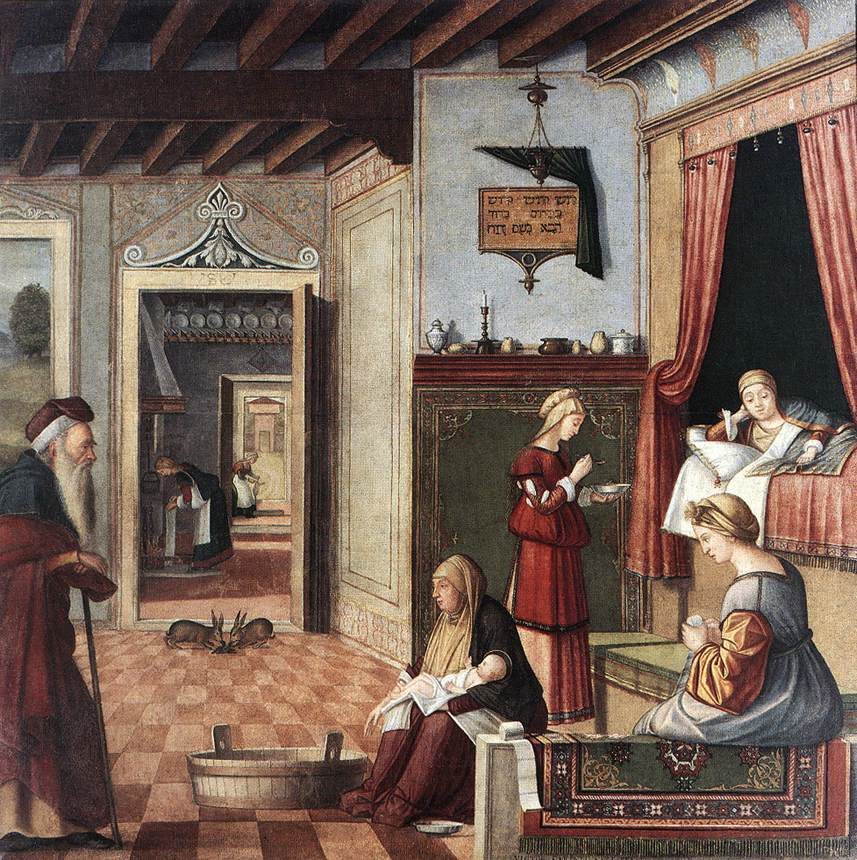
Birth of the Virgin
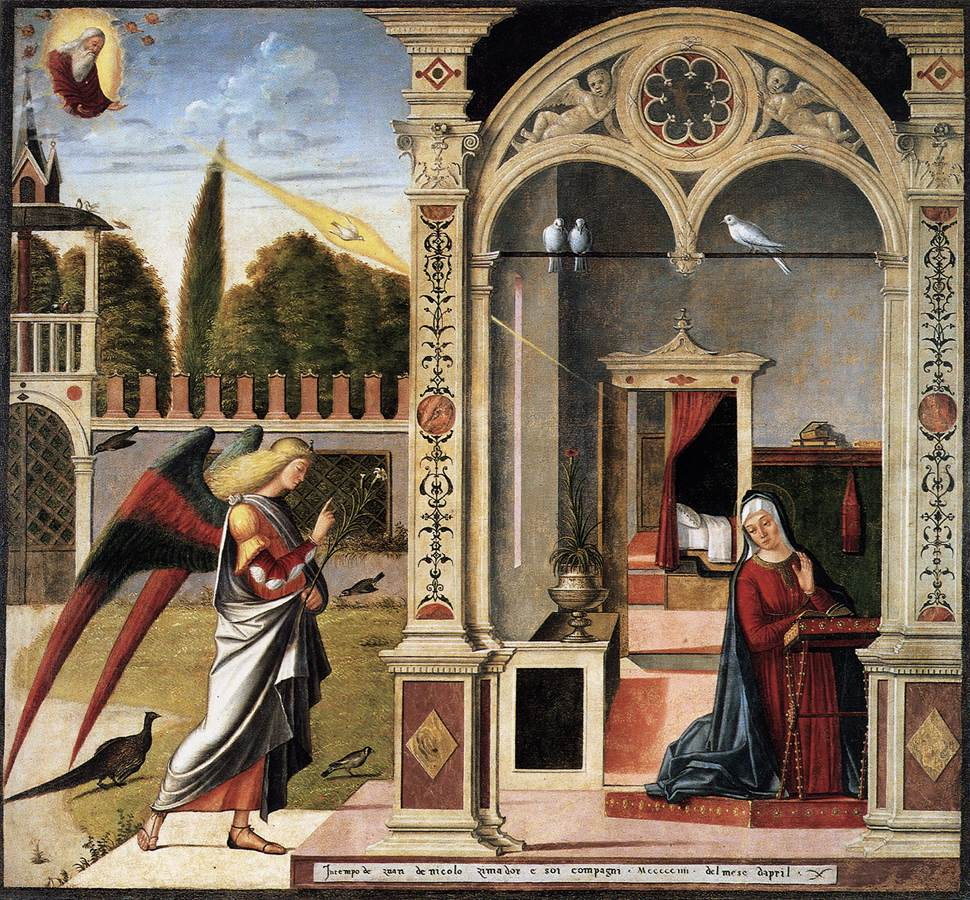
Annunciation
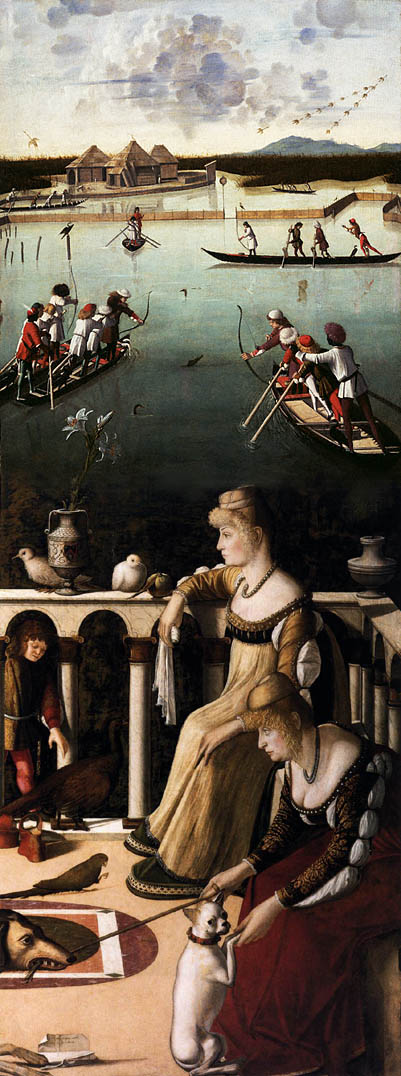
Hunting on the Lagoon" & "Two Venetian Ladies" (reconstruction)
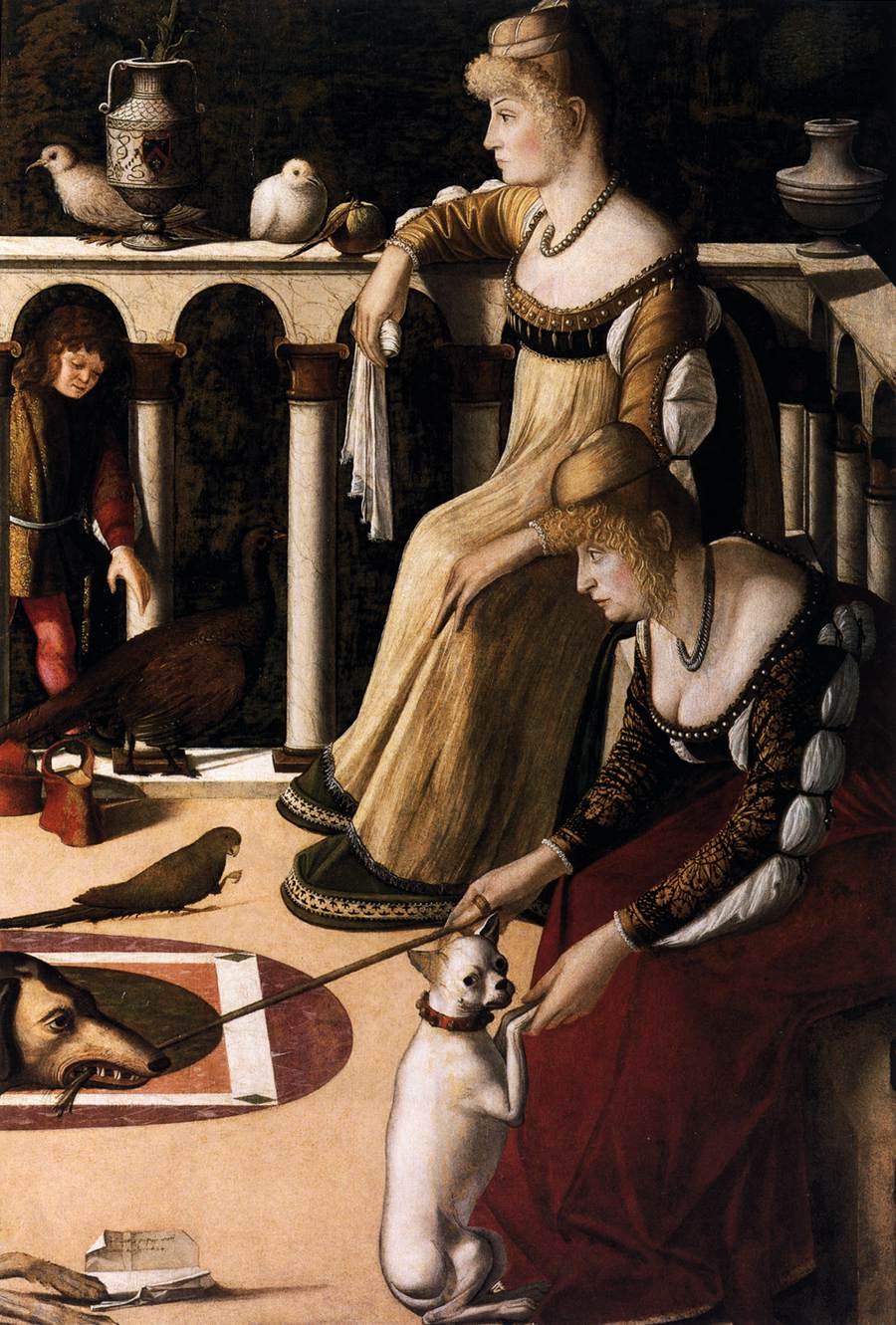
Two Venetian ladies
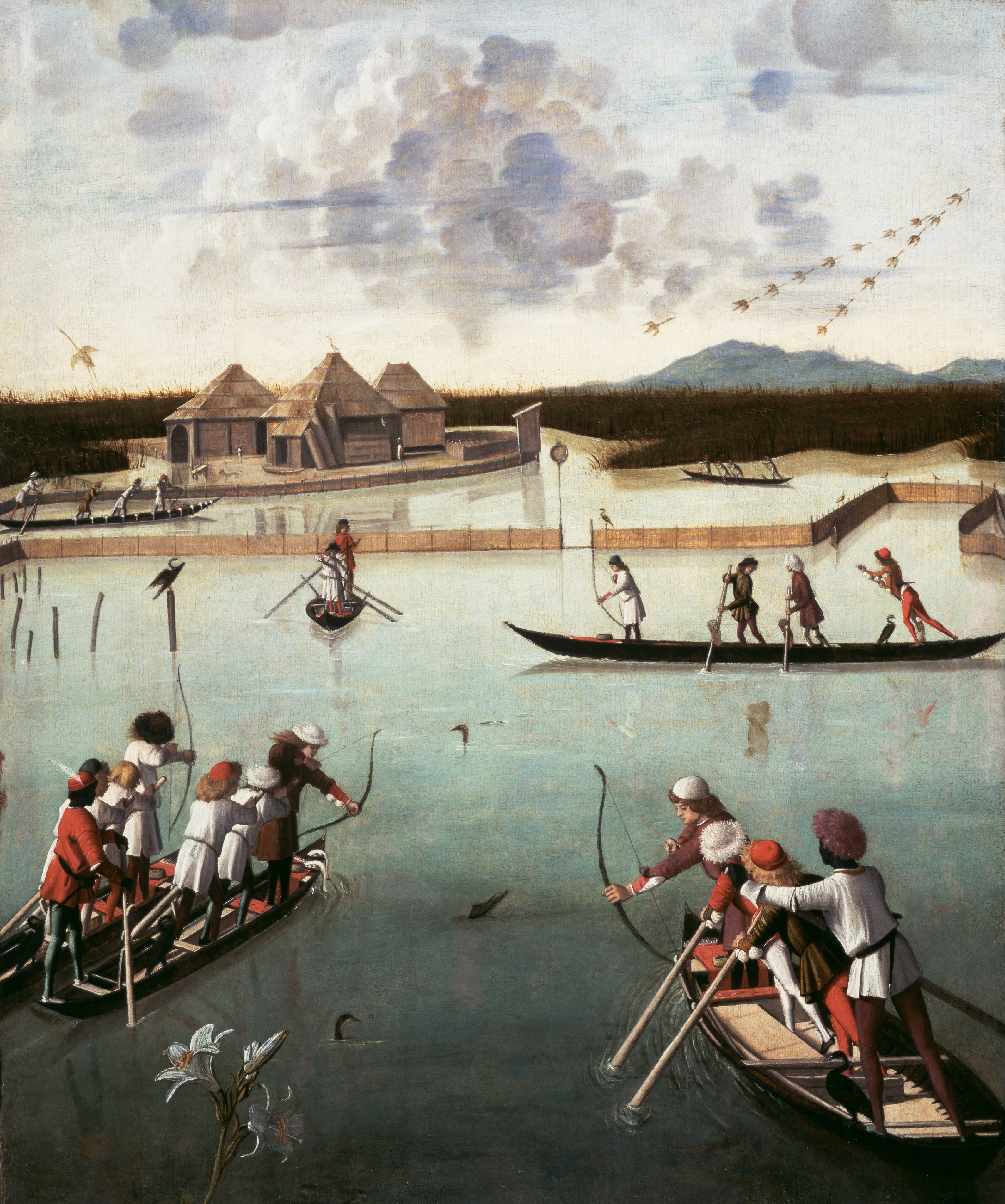
Hunting on the Lagoon
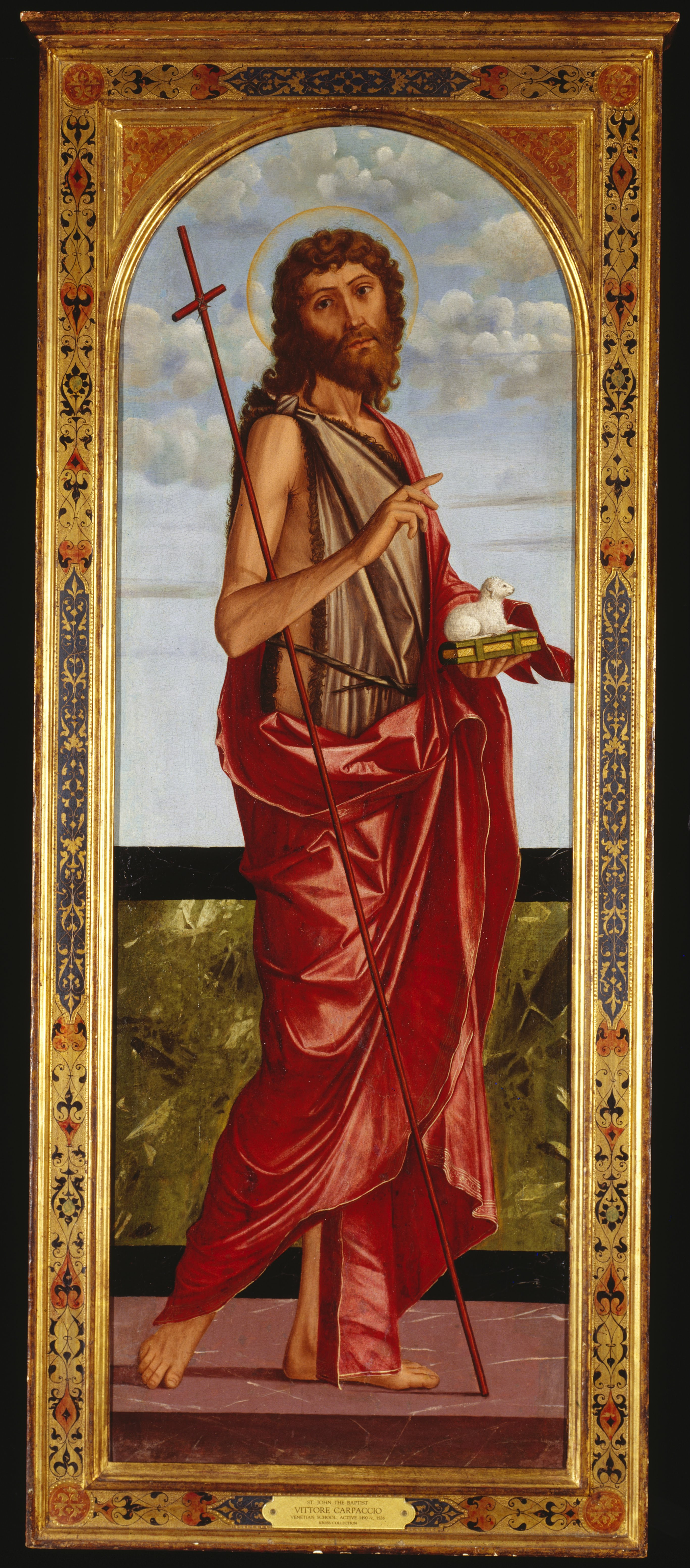
Saint John the Baptist

## Hlavní díla
- Zara Polyptych (c. 1480–1490) – Museum of Sacred Art, Zadar Cathedral
- Portrait of Man with Red Beret (1490–1493) – Tempera on wood, 35 × 23 cm, Museo Correr, Venice
- The Legend of St. Ursula (1490–1496) a cycle of nine canvasses – Gallerie dell'Accademia, Venice
  - Arrival of the Ambassadors
  - The Departure of the Ambassadors
  - The Return of the Ambassadors
  - Meeting of Ursula and the Prince
  - The Saint's Dream
  - Meeting of the Pilgrims with the Pope
  - Arrivals of the Pilgrims in Cologne
  - The Martyrdom and the Funeral of St. Ursula
  - Glory of St. Ursula
- Miracle of the Relic of the Cross at the Ponte di Rialto (The Healing of the Madman, c. 1496) – Tempera on canvas, 365 × 389 cm, Gallerie dell'Accademia, Venice
- Christ between Four Angels and the Instruments of the Passion (1496) – Oil on panel, 162 × 163 cm, Civic Museums, Udine
- The Flight into Egypt (1500) – Tempera on wood, 73 × 111 cm, National Gallery of Art, Washington, D.C.
- St. Catherine of Alexandria and St. Veneranda (c. 1500) – Tempera on panel, Museo di Castelvecchio, Verona
- Cycle in San Giorgio degli Schiavoni, Venice (1502–1507– Nine tempera panels, Scuola San Giorgio degli Schiavoni, Venice
  - St. Augustine in His Study
  - St. Jerome and the Lion
  - Funeral of St. Jerome
  - St. George and the Dragon
  - Triumph of St. George
  - Baptism of the Selenites
  - St. Tryphon and the Basilisk
  - Sermon in the Gethsemane
  - Vocation of St. Matthew
- The Histories of St. Mary (1504–1508)
  - Birth of the Virgin – Tempera on canvas, 126 × 128 cm, Accademia Carrara, Bergamo
  - The Marriage of the Virgin – Canvas, 130 × 140 cm, Pinacoteca di Brera, Milan
  - The Presentation of the Virgin – Canvas, 130 × 137 cm, Pinacoteca di Brera, Milan
- Holy Family and donors (1505) – Tempera on canvas, 90 × 136 cm, Museu Calouste Gulbenkian, Lisabon
- Holy Conversation (c. 1505) – Tempera on canvas, 92 × 126 cm, Musée du Petit Palais, Avignon
- The Virgin Reading (1505–1510) – Tempera on canvas, 78 × 51 cm, National Gallery of Art, Washington, D.C.
- Madonna and Blessing Child (1505–1510) – Tempera on canvas, 85 × 68 cm, National Gallery of Art, Washington, D.C.
- St. Thomas in Glory between St Mark and St Louis of Toulouse (1507) – Tempera on canvas, 264 × 171 cm, Staatsgalerie, Stuttgart
- Two Venetian Ladies (c. 1510) – Oil on wood, 94 × 64 cm, Museo Correr, Venice
- Portrait of a Woman (c. 1510) – Oil on canvas, 102 × 78 cm, Galleria Borghese, Rome
- Presentation of Jesus in the Temple (1510) – Tempera on panel, 421 × 236 cm, Gallerie dell'Accademia, Venice
- Portrait of a Knight (1510) – Tempera on canvas, 218 × 152 cm, Thyssen-Bornemisza Collection, Madrid
- Portrait of a Young Woman – Panel, 57 × 44 cm, Private collection
- The Meditation on the Passion (c. 1510) – Oil and tempera on wood, 70,5 × 86,7 cm, Metropolitan Museum of Art, New York
- St George and the Dragon (1516) – Oil on canvas, 180 × 226 cm, San Giorgio Maggiore, Venice
- The Lion of St Mark (1516) – Tempera on canvas, 130 × 368 cm, Doge's Palace, Venice
- The Dead Christ (c. 1520) – Tempera on canvas, 145 × 185 cm, Staatliche Museen, Berlin
- Stories from the Life of St. Stephen (1511–1520)
  - St Stephen is Consecrated Deacon (1511) – Tempera on canvas, 148 × 231 cm, Staatliche Museen, Berlin
  - The Sermon of St. Stephen (1514) – Tempera on canvas, 152 × 195 cm, Musée du Louvre, Paris 
  - Disputation of St. Stephen (1514) – Tempera on canvas, 147 × 172 cm, Pinacoteca di Brera, Milan
  - The Stoning of St Stephen (1520) – Tempera on canvas, 142 × 170 cm, Staatsgalerie, Stuttgart
- Virgin and Child With Saint John(1490) Stadel Art Museum, Frankfurt
- Metamorphosis of Alcyone, (c. 1502–1507) Philadelphia Museum of Art